# Шеньчженьська фондова біржа
Шеньчженьська фондова біржа (SZSE; спрощ.: 深圳证券交易所) — фондова біржа, розташована в місті Шеньчжень, в Китайській Народній Республіці. Це одна з трьох фондових бірж, що працюють незалежно у материковому Китаї, іншими є Пекінська фондова біржа та Шанхайська фондова біржа. Біржа розташована в районі Футянь міста Шеньчжень.

## Історія
1 грудня 1990 року була заснована Шеньчженьська фондова біржа. У січні 1992 року Південне турне Ден Сяопіна врятувало китайський ринок капіталів і дві фондові біржі (іншою була Шанхайська фондова біржа). До 1997 року Шеньчженьська фондова біржа перебувала під муніципальним контролем і називалася «експериментальним пунктом»:102–103.
У липні 1997 року Уряд Китайської Народної Республіки вирішив, що Шеньчженьською фондовою біржею буде безпосередньо керувати Комісія з регулювання цінних паперів Китаю Вона також підтвердила, що фондові біржі Китаю відіграють законну роль у соціалістичній ринковій економіці:102
У травні 2004 року створено Раду МСП (SME board). У жовтні 2009 року відкрито ринок ChiNext (спрощ.: 创业板).

## Години роботи
Біржа проводить передринкові сесії з 09:15 до 09:25 та звичайні торгові сесії з 09:30 до 11:30 та з 13:00 до 15:00 Китайський стандартний час (UTC+08:00) у всі дні тижня, окрім суботи, неділі та святкових днів, оголошених біржею заздалегідь.

## ChiNext
Біржа відкрила торговий майданчик ChiNext (спрощ.: 创业板), біржу типу NASDAQ для швидкозростаючих високотехнологічних стартапів, 23 жовтня 2009 року.

### Огляд
ChiNext також називають другим біржовим ринком. Він належить до ринку торгівлі цінними паперами за межами основної біржі. Він забезпечує простір для зростання для малих і середніх підприємств і компаній, що розвиваються, які не можуть бути зареєстровані на основній біржі. Це ефективне доповнення до основного ринку Найбільшою особливістю ChiNext є те, що він має низькі бар'єри для входу та суворі вимоги до діяльності, які допомагають потенційним малим та середнім підприємствам отримати можливості фінансування.

## Ринкові дані
(Станом на січень 2021 року)'
- Компанії, що котируються на біржі: 2375
- Ринкова капіталізація: 34 463 161,66 млн юанів (5,24 трлн доларів США)

## Будівля
Будівля Шеньчженьської фондової біржі — це хмарочос висотою 245,8 м та має 49 поверхів. Його будівництво розпочалося у 2008 році і завершилося у 2013 році. Будівля була спроєктована фірмою Office for Metropolitan Architecture Рема Колхаса. З площею 200 000 квадратних метрів, п'ятьма швидкісними ліфтами та футуристичним дизайном, партнерами, які брали участь у проєктуванні та будівництві цього хмарочоса, були Рем Колхас, Девід Гіанотен, Еллен ван Лун та Шохей Сігемацу. Біржу будувала The Second Construction Co, Ltd Третього інженерно-будівельного бюро Китаю, дочірньої компанії Китайської державної будівельної інженерної корпорації.